# Ariaramnes de Pèrsia
Ariaramnes (antic persa 𐎠𐎼𐎡𐎹𐎠𐎼𐎶𐎴, Ariyāramna, ‘Pau dels Aris’) va ser fill de Teispes, rei dels perses i d'Anxan, i germà de Cir I. Era també net d'Aquemenes el fundador de la dinastia Aquemènida. Va governar aproximadament des de l'any 640 aC fins al 590 aC. El seu nom deriva del grec antic Ἀριαράμνης (Ariarámnēs). En persa modern s'escriu ایرارمنه.
A la mort del seu pare Teispes sembla que va heretar les terres de les tribus perses, el territori anomenat Parsuwaix, menys la ciutat d'Anxan i la seva regió que va passar seu germà Cir I. Al morir, el va succeir el seu fill Arsames.